# Dorsale Pacifico-Antartica
La Dorsale Pacifico-Antartica (in inglese Pacific-Antarctic Ridge, PAR) è un margine divergente di placche tettoniche situato sul fondale dell'Oceano Pacifico meridionale, che separa la placca Pacifica dalla placca Antartica. 

## Descrizione
Estendendosi da sud della zona di frattura Challenger fino alla tripla giunzione di Macquarie (in inglese Macquarie Triple Junction) a sud della Nuova Zelanda, la dorsale è da alcuni considerata come la sezione meridionale della dorsale del Pacifico orientale.

## La catena sottomarina di Louisville
La catena sottomarina di Louisville, la più lunga di questo genere nel Pacifico, è formata da una serie di montagne sottomarine che si estende per 4.300 km verso nord ovest, a partire dalla dorsale Pacifico-Antartica fino alla montagna sottomarina di Osbourn, nel Regno di Tonga, e alla giunzione delle Kermadec.
Si pensa che la catena montuosa si sia formata a causa dello scivolamento della placca Pacifica sopra un punto caldo (in inglese hotspot) di antica formazione chiamato appunto punto caldo di Louisville. Quest'ultimo prende il nome dal suo scopritore, il geologo George Louis.